# Russian Car Driver
Russian Car Driver, также Russian Car Driver HD — компьютерная игра в жанре симулятора вождения автомобиля ВАЗ-2108 с открытым миром, разработанная ABGames89 и Falco Software и изданная Atriagames (Windows), ABGames89 (Android) и Falco Software (Браузер). Официально вышла в 2016 году. Имеет два сиквела: Russian Car Driver: ZIL 130 (2018) и Russian Car Driver UAZ Hunter (2023).

## История
Russian Car Driver была разработана ижевской компанией ABGames89 и российским игровым порталом Falcoware (Falco Software) и ее бета-версия была выпущена в январе 2016 года. За первые несколько месяцев игру скачали более 1 миллиона раз. 16 июня 2016 года на Android была выпущена полная версия игры. 26 июля 2016 на сайте Y8.com появилась веб-версия игры. 16 декабря 2016 года выпуск игры на Windows был анонсирован в Steam, где она вышла 6 января 2017 года.

## Игровой процесс
Игра представляет собой симулятор вождения автомобиля ВАЗ 2108 «Самара». Всего в игре присутствует 6 режимов:
- Свободный заезд — режим, где игрок, выбрав местность игры (сельская местность, зимний регион или бездорожье) может свободно ездить, проходить в сюжетный режим, а также скрываться от полиции.
- Драг-заезд — драг-режим. В обычной версии игры его предстоит разблокировать, в премиум-версии он открыт сразу.
- Дрифтинг — режим для дрифта. В обычной версии игры его предстоит разблокировать, в премиум-версии он открыт сразу.
- Парковка — режим, в котором игроку нужно припарковаться не задев конусы, а также успеть это сделать за определённое время, чтобы пройти уровень и получить соответствующее место.
- Ралли — режим ралли.
- Чемпионат — режим, в котором игрок соревнуется в гонках с двумя оппонентами. Аналогично парковке, чтобы пройти уровень и получить соответствующее место, игроку нужно успеть приехать за определённое время.

## Рецензии
Критик Александр Дульсяну (Alexandru Dulcianu) с румынского сайта Softpedia оценил игру в 2.5 из 5, отмечая, что физика автомобиля разочаровывает, а также что графика в игре не из вон выходящая. Он также сказал, что текстуры в игре некачественные и что в ней плохая анимация. По мнению людей, игра соответствовала своей цене в 20 рублей в Steam и качество местами даже превышает ее.